# Diecezja szawelska
Diecezja szawelska (łac. Dioecesis Siauliensis) – diecezja Kościoła rzymskokatolickiego na Litwie. 

## Historia
Diecezja powstała 8 maja 1997 z podziału diecezji poniewieskiej i diecezji telszańskiej. Wchodzi w skład metropolii kowieńskiej.

## Ordynariusze
- bp Eugenijus Bartulis  - (1997-2024)
- bp Darius Trijonis - (od 2024)

## Sanktuaria
- Góra Krzyży w pobliżu miasteczka Meszkucie
- Kościół Matki Boskiej Anielskiej i klasztor Bernardynów w Cytowianach
- Katedra Świętych Apostołów Piotra i Pawła w Szawlach